# 波多野秀忠
波多野 秀忠（はたの ひでただ）は、戦国時代の武将。丹波国の戦国大名。同国八上城主。

## 生涯
細川高国の近習である波多野元清の子として生まれる。
大永6年（1526年）、父・元清の弟の香西元盛が誅殺されたことで元清ともう一人の弟・柳本賢治が細川高国から離反。高国と敵対する細川晴元と手を組んで、翌大永7年（1527年）2月、高国の軍勢を破った（桂川原の戦い）。秀忠は病身の父・元清の名代として柳本賢治らとともに京都の暫定統治に当たった。
この後、下山城守護代に任命され京都周辺の支配を委ねられた三好元長との間に軋轢が生じ、天文元年（1532年）に丹波へ下向すると、細川高国の後継者・晴国の陣営へと寝返った。
晴国陣営には丹波で対立している丹波守護代・内藤国貞がいたが、翌天文2年（1533年）6月頃に国貞は晴国から離反した。すると秀忠は内藤家が代々用いる備前守の官途を名乗り、丹波守護代を標榜し始める。また、一族の波多野秀親に船井郡代への補任の判物を発給するなどし、自立化を進めていった。
天文4年（1535年）になると劣勢となった晴国陣営から離れて、晴元方へ帰参。翌天文5年（1536年）には晴国は倒され、晴元は上洛し幕府に出仕するが、この時守護代格として騎馬で同行したのが秀忠・三好長慶・木沢長政の三人であった。
天文9年（1540年）、摂津下郡の守護代である三好長慶に娘（波多野氏）を嫁がせ、それまで三好氏との間にあった対立関係を解消させている。また丹波支配においては「丹波守護」と呼ばれるまでに至っている。
天文13年（1544年）10月には、真如堂蓮光院・波多野秀親の兄弟に監督させ、禁裏御所の築地の普請を行った。
天文15年（1546年）を境に秀忠の姿は見えなくなり、天文17年（1548年）には元秀に代替わりしていることが確認できる。このためこの頃に死没、もしくは隠居したものと考えられ、天野忠幸は天文17年の7月または8月の死去としている。